# Beniane
Beniane è un comune dell'Algeria, situato nella provincia di Mascara.

## Storia
I resti di un importante accampamento militare, il secondo in Africa dopo quello della legione di Lambaesis, sono stati scavati nel XIX secolo. Questo accampamento, chiamato Ala Miliaria, faceva parte del sistema difensivo romano costruito nel sud della Mauretania alla fine del II o all'inizio del III secolo, sotto il regno dell'imperatore Settimio Severo. Abbandonato dalle truppe in una data precedente all'inizio del V secolo, l'accampamento e i suoi dintorni furono riutilizzati per scopi civili, e in particolare i Principia furono trasformati in una basilica cristiana a tre navate con abside. Questa basilica era donatista all'inizio del V secolo, poiché vi sono stati ritrovati l'unico epitaffio conosciuto e la tomba di una martire donatista, la monaca Robba, morta nel 434. Le rovine della basilica sono andate distrutte.